# Свод военных постановлений
«Свод вое́нных постановле́ний», С. В. П. — военный кодекс Российской империи, вступивший в действие с 1 января 1840 года.

## История
Изданию С. В. П. предшествовало собирание и приведение в систему всех законов, начиная с воинского устава Петра I 1716 года. Из этого материала проект Свода был составлен во 2-м отделении собственной Его Императорского Величества канцелярии. Позднее рассматривался в Особом комитете, учреждённом в Военном министерстве при участии военного министра и графа Сперанского; издан при манифесте от 25 июня 1839 года, вступил в действие с 1 января 1840 года. Как и в отношении Свода законов, при издании Свода военных постановлений был установлен периодический выпуск продолжений. Составление их первоначально было отнесено к обязанностям военно-походной канцелярии Его Императорского Величества, а с 1843 года возложено на особое отделение канцелярии военного министерства. До 1852 года, когда состоялось Высочайше повеление о 2-м издании Свода, с полным сохранением плана и системы первого, вышло 9 продолжений.
Во 2-е издание вошли все узаконения по 1 января 1859 года. Оно механически включило в себя все содержание первого издания и продолжений к нему, а равно законы, вышедшие после 1852 года. Ввиду выяснившихся недостатков системы, на которой были построены оба первые издания, уже в 1859 году при военном министерстве была образована военно-кодификационная комиссия, с возложением на неё и составления продолжений к Своду 1859 года. Всего до 1866 года их вышло 5, значительно позже — шестое.
В 1867 году последовало преобразование комиссии в главный военно-кодификационный комитет, задачей которого было издать Свод военных постановлений 1869 года.
В течение 20 лет его существования комитет составил и издал всего 14 книг, из назначенных по плану 24. Работы его в значительной мере затруднялись быстро следовавшими одно за другим преобразованиями. В 1887 году главный военно-кодификационный комитет был упразднен и взамен него образован кодификационный отдел при военном совете. Деятельность отдела выразилась в издании книг V—VIII, XV и XX.
Свод военных постановлений 1839 и 1859 годов состоял из 5 частей; части делились на книги, не имевшие общей нумерации.
В Своде 1869 года нумерация книг общая; количество частей — 6:

## Содержание
- Часть I. Военные Управления.
Книга I. Военное Министерство; особые управления, к составу министерства принадлежащие, и комитет о раненых.
Книга II. Военно-окружные управления.
Книга III. Местные военные управления.
Книга IV. Полевые управления войск в военное время.
- Часть II. Войска регулярные.
Книга V. Устройство и состав войск и их управление.
Книга VI. Комплектование войск.
Книга VII. Прохождение службы по военному ведомству.
Книга VIII. Награды, пенсии, пособия и призрение чинов военного ведомства.
- Часть III. Войска иррегулярные.
Книга IX. Устройство и состав казачьих войск и их управлений.
Книга X. Служба в казачьих войсках. Права и преимущества, сим войскам присвоенные.
Книга XI. Хозяйство казачьих войск.
- Часть IV. Военные заведения.
Книга XII. Заведения интендантские.
Книга XIII. Заведения артиллерийские.
Книга XIV. Заведения инженерные.
Книга XV. Заведения военно-учебные.
Книга XVI. Заведения военно-врачебные.
Книга XVII. Заведения военно-тюремные.
- Часть V. Военное хозяйство.
Книга XVIII. Заготовление и постройки по военному ведомству.
Книга XIX. Довольствие войск.
Книга XX. Внутреннее хозяйство в частях войск.
Книга XXI. Отчетность по военному ведомству. Казенные взыскания и претензии.
- Часть VI. Уставы Военно-уголовный, Дисциплинарный и Военно-судебный.
Книга XXII. Воинский устав о наказаниях.
Книга XXIII. Устав дисциплинарный.
Книга XXIV. Устав военно-судебный.

Книги делятся на разделы, разделы — на главы, главы — на отделения и статьи. Под каждой статьей — цитаты. При каждой книге — сравнительный указатель и оглавление. Некоторые книги были изданы по два раза. Не изданы были книги IX—XI, XIX и XXI. Книга IV была заменена изданным в 1890 году «Положением о полевом управлении войск в Военное время», книги XXIII и XXIV — уставами тех же наименований, изданными в 1883—1885 и 1888 годов. За неокончанием издания Свода 1869 года, из Свода 1859 года считались утратившими силу только те постановления, об отмене которых имеются прямые указания в сравнительных указателях. Но так как Свод 1869 года издавался по другому плану и многие определения Свода 1859 года, по свойству своему, не должны были вовсе иметь в новом Своде соответствующих им определений, то отсюда возник ряд недоразумений и прямо неразрешимых вопросов. Впредь до издания книги XIX, в 1888 году была составлена и вновь издана книга III части IV Свода 1859 года, под названием «Постановления по довольствию войск».
Продолжений к Своду 1869 года вышло всего 3 (последнее — в 1887 году). Ввиду изложенного положения дела кодификации военных законов, особенное значение приобретают приказы по военному ведомству, заключающие в себе все текущее военное законодательство.